# Mildred Wiley
Mildred Wiley (Estados Unidos, 3 de diciembre de 1901-7 de febrero de 2000) fue una atleta estadounidense, especialista en la prueba de salto de altura en la que llegó a ser medallista de bronce olímpica en 1928.

## Carrera deportiva
En los JJ. OO. de Ámsterdam 1928 ganó la medalla de bronce en el salto de altura, con un salto por encima de 1.56 metros, quedando en el podio tras la canadiense Ethel Catherwood que con 1.595 batió el récord del mundo, y la neerlandesa Carolina Gisolf (plata también con 1.56 m pero en menos intentos).